# Tim Castille
Timothy "Tim" Nehemiah Castille (født 29. maj 1984 i Birmingham, Alabama, USA) er en amerikansk football-spiller (runningback), der i øjeblikket er free agent. Han kom ind i NFL i 2007, og har tidligere spillet for Arizona Caridnals og Kansas City Chiefs.

## Klubber
- 2007-2008: Arizona Cardinals
- 2009-2010: Kansas City Chiefs